# 大石絵理
大石 絵理（おおいし えり、 1993年（平成5年）12月22日 - ）は、日本のファッションモデル、タレントである。東京都世田谷区出身で、プラチナムプロダクションに所属していたが、2024年2月現在は所属していない。

## 略歴
小学3年の頃、ニコラを愛読しておりモデルを志した。
2010年に同じ学校の友人の面接に付き添い、プラチナムプロダクションのスタッフに勧誘されてプラチナムプロダクションに所属した。（現在は所属していない）高校2年時にモデルを始め 、「ミスセブンティーン」ファイナリストに残る。
2013年10月から、日本法人設立50周年（2014年）のトリンプ・イメージガールをモデルの高原愛と共に務める。大石はAMO'S STYLE、高原はトリンプをそれぞれ担当した。最も多くの下着を着用したとして、ギネス世界記録 に認定された。　
2015年から、東京ヤクルトスワローズの公認サポーターを都丸紗也華、青山あみと共に務める。
2016年3月から日本テレビ系列情報バラエティ番組『PON!』のお天気お姉さん火曜日担当になる。

## 人物
AbemaTV『徹の部屋』で身長164cmだという事を見城徹にバラされて赤面するなどチャーミングな一面がある。父親は日本人で、母親は韓国人とフランス人のハーフ。
日本語、英語を話す事ができ中国語も勉強中。趣味は読書、音楽、旅行、トレーニングで、特技はピアノ、硬筆で絶対音感の持ち主。肌に良いという理由で、炭酸水を好み、洗顔なども必ず炭酸水で行っている。下半身は脱毛している。
元AKB48→SDN48メンバーの駒谷仁美 や、SDN48メンバーでもあった歌手の光上せあら と仲が良い。また同じ事務所の工藤えみとは高校1年の時からの仲良しで、事務所のスタッフからは“えみえりコンビ”と呼ばれている。
2013年11月16日放送のTBS系『有吉ジャポン』でバイセクシャルを告白。田中みな実よりも西川史子のような女性がタイプだという。

## 出演

### テレビ

#### 現在の出演番組
レギュラー番組
- そんなコト考えた事なかったクイズ!トリニクって何の肉!?（2019年6月4日 - 、朝日放送テレビ・テレビ朝日系列） - 解答者ゲスト(レギュラー)

準レギュラーおよび不定期出演番組
- この差って何ですか?（2016年2月・2017年6月 - 8月現在、TBS）- 不定期出演
- 1億人の大質問!?笑ってコラえて!（2017年1月 - 10月現在、日本テレビ）- 不定期出演
- 1周回って知らない話（2017年4月 - 10月現在、日本テレビ）- 不定期出演
- 林先生が驚く初耳学!（2017年5月 - 7月現在、TBS）- 不定期出演

スペシャル番組（最新出演から1年未満の間隔で継続出演している特別番組）
- 芸人報道（2016年12月21日、日本テレビ）
- ドッキリアワード （2017年1月2日、TBS）
- 土チャレ「ナイスチャレンジ」（2017年2月25日、フジテレビ）
- ネタ祭り（2017年8月6日、テレビ朝日）
- やりすぎ都市伝説スペシャル（2017年9月29日、テレビ東京）
- Going!×カラダWEEK（2017年11月18日 、日本テレビ）

#### 過去の出演番組
レギュラー番組
- PON!（2016年3月29日 - 2017年3月28日、日本テレビ）火曜日お天気担当（山下永夏の後任[12]）
- 徹の部屋（2016年7月24日 - 2019年6月30日、AbemaTV、月1放送 ）MCアシスタント
- Going!Sports&News（2017年4月2日[13] -2018年3月25日 日本テレビ）土曜版のお天気キャスター
- 陸海空 こんな時間に 地球征服するなんて→陸海空 地球征服するなんて（2017年4月11日 - 2019年6月24日、テレビ朝日）MCアシスタント（地球アシスタントとして）[14]

準レギュラーおよび不定期出演番組
- 有吉ジャポン（2013年11月 - 2014年4月・2016年11月、TBS）- 不定期出演
- サンデージャポン（2015年4月 - 7月・2016年12月・2018年3月、TBS）- 不定期出演
- お願い!ランキング（2015年6月・2017年1月、テレビ朝日）- 不定期出演
- チャージ730!（2015年11月 - 2016年1月、テレビ東京）- 不定期出演
- ポシュレモダンモール（2016年5月 - 7月、日本テレビ）- 不定期出演
- ヒルナンデス!（2016年6月 - 7月・2017年3月 - 4月、日本テレビ）- 不定期出演
- さまぁ〜ずの神ギ問（2016年8月 - 10月、フジテレビ）- 不定期出演

スペシャル番組
- 和風総本家「江戸前を支える職人たち」（2016年8月4日・2017年6月18日、テレビ東京）
- 腸を知って身体のお悩み解決SP（2016年9月6日、フジテレビ）
- 芸能界特技王決定戦 TEPPEN　2016秋の陣（2016年9月16日、フジテレビ）
- ものまねグランプリ（2016年9月27日、日本テレビ）

その他出演
- ぜんぶウソ（2010年、日本テレビ）
- マジすか学園（2010年、テレビ東京）
- DRESS（2011年、MBS）
- 東京カワイイTV（2011年、NHK総合）
- ファッションTV（2011年、スカパー!）
- 暮らしの学校〜もっと知りたい!住まいと家電〜（2014年、BSジャパン）
- アグレッシブですけど何か（2014年、広島テレビ）
- ノブナガ（2014年  、CBC）
- ちゃちゃ入れマンデー（2015年、関西テレビ）
- クロ女子白書（2015年、福岡放送）
- スワローズキッズアカデミー（2015年4月12日、フジテレビ）
- すぽると!（2015年、フジテレビ）
- タカアンドトシの道路バラエティ!? バスドラ（2015年5月4日、テレビ朝日）
- ヨソで言わんとい亭〜ココだけの話が聞ける（秘）料亭〜（2015年5月7日・7月16日、テレビ東京）
- ドラGO!（2015年6月7日、テレビ東京）
- なら婚（2015年6月10日・17日、日本テレビ）
- ガリゲル（2015年6月23・30日、読売テレビ）
- まいど!ジャーニィ〜（2015年6月28日、BSフジ / 関西テレビ）
- 駆け込みドクター!運命を変える健康診断（2015年7月5日、TBS）
- オンナの噂研究所（dTV）
- ダウンタウンDX（2015年8月27日・2016年8月11日・2017年8月10日、日本テレビ）
- 踊る!さんま御殿!!（2015年9月15日、日本テレビ）
- スカッとジャパン（2015年10月12日、フジテレビ）
- 水曜日のダウンタウン（2015年11月11日・2016年8月3日 、TBS）
- 浜ちゃんが!（2015年11月19日・12月2日、読売テレビ）
- ザ!世界仰天ニュース（2015年12月2日・2017年10月17日、日本テレビ）
- 旅ずきんちゃん（2015年12月27日、TBS）
- ナカイの窓（2016年5月4日・2017年5月31日・9月6日、日本テレビ）「海外ドラマ大好き芸能人」「NONSTYLE井上好き嫌い芸能人」
- 村上マヨネーズのツッコませて頂きます!（2016年6月10日・2017年7月1日、フジテレビ）
- 超ハマる!爆笑キャラパレード（2016年7月2日、フジテレビ）
- 直撃!コロシアム!!ズバッと!TV（2016年7月4日、TBS）
- 全力!脱力タイムズ（2016年8月5日・12月23日、フジテレビ）
- 有田ジェネレーション（2016年8月23日、TBS）
- NEO決戦バラエティ キングちゃん（2016年9月12日・2017年4月2日、テレビ東京）
- 指原カイワイズ（2016年9月14日、フジテレビ）
- トコトン掘り下げ隊!生き物にサンキュー!!（2016年10月19日・2017年7月26日、TBS）
- 世界の何だコレ!?ミステリー（2016年10月26日、フジテレビ）
- ネプリーグ（2016年11月7日、フジテレビ）
- 丸の内小町（2016年11月13日、テレビ朝日）
- 今夜くらべてみました（2016年11月15日、 日本テレビ）「No Friends No Lifeな女」
- 世界ナゼそこに?日本人（2016年12月12日、テレビ東京）
- 珍種目No.1は誰だ!? ピラミッド・ダービー（2016年12月18日、TBS）
- いいすぽ!（2017年2月14日、フジテレビ）
- 世界まる見え!テレビ特捜部（2017年2月27日[15]、日本テレビ）
- 有吉弘行のダレトク!?（2017年3月7日、フジテレビ）
- 人生が変わる1分間の深イイ話（2017年3月13日、日本テレビ）
- ラストキス〜最後にキスするデート（2017年3月29日、TBS）
- 痛快TV スカッとジャパン（2017年5月1日・11月20日、フジテレビ）
- 行列のできる法律相談所（2017年5月14日、日本テレビ）
- ラグビート! 日本ラグビー応援TV （2017年5月27日、日本テレビ）
- プレバト!!（2017年6月1日、TBS）
- ジョブチューン アノ職業のヒミツぶっちゃけます!（2017年6月17日、TBS）
- 新どうぶつ奇想天外!（2017年7月1日、TBS）
- 潜在能力テスト（2017年8月8日、フジテレビ）
- ホンマでっか!?TV（2017年8月23日、フジテレビ）
- いつもそばにはコミックが（2017年8月25日、TBS）
- にちようチャップリン（2017年9月24日、テレビ東京）
- オー!!マイ神様!!（2017年11月13日、TBS）
- 全国うま道楽（2019年8月11日、BSフジ）

### ラジオ
- 金曜JUNKバナナマンのバナナムーンGOLD（2013年6月15日、TBSラジオ）
- オレたちゴチャ・まぜっ!〜集まれヤンヤン〜（2016年4月16日 - 2017年4月8日、MBSラジオ） - ヤンヤンガールズ8期生
- ENGLISH JUKEBOX（2021年4月4日 - ・TOKYO FM） - アシスタントMC

### ウェブテレビ
- ぶらり路上プロレス（2017年4月 - 、#17 - 18、Amazonプライムビデオ） - 旅人
- 岡野陽一の火曜じゃNIGHT ～日本一のぱちんこ・パチスロ芸人が初冠特番！（2019年9月24日、AbemaTV） - アシスタント[16]

### 広告
- ガールズウォーカー
- ルーセントスポーツウェア
- nissen
- NTT Docomo
- マルイ
- EDDY GRACE
- e-spirit
- Avail
- laura mercier
- AXE

### イベント
- 東京ガールズコレクション 2010 AW（2010年9月4日、さいたまスーパーアリーナ）
- 東京ガールズコレクション in NAGOYA（2011年2月19日、ナゴヤドーム）
- 東京ガールズコレクション 2011 ss（2011年3月5日、国立代々木競技場第一体育館）
- Girls Award 2011 S/S （2011年4月29日、国立代々木競技場第一体育館）
- 神戸コレクション2011神戸公演（2011年9月4日、ワールド記念ホール）
- 神戸コレクション2011東京公演（2011年9月17日、グランドプリンスホテル新高輪）
- 東京ガールズコレクション2011 Sweet Xmas Collection（2011年12月23日、宮崎シーガイア）
- 札幌コレクション 2012（2012年4月28日、北海きたえーる）
- TOKYO NAIL FORUM2013
- a-nation Girls Award 2013（2013年8月10日、国立代々木競技場）
- 東京ガールズコレクション 2014（2014年3月1日、国立代々木競技場第一体育館）
- 福岡アジアコレクション 2014（2014年3月24日、福岡国際センター）
- 静岡コレクション 2014（2014年4月6日、静岡駅前・御幸通）
- 東京ガールズコレクションお台場新大陸（2014年8月22日、フジテレビお台場新大陸）
- 東京ガールズコレクション 2014 AW （2014年9月6日、さいたまスーパーアリーナ）
- 東京ガールズコレクション 2015 SS（2015年2月28日、国立代々木競技場第一体育館）
- Girls Award 2015 S/S（2015年4月29日、国立代々木競技場第一体育館）
- JAPAN GIRLS EXPO 日本女子博覧会（2015年11月1日、インテックス大阪）

## 書籍

### 写真集
- honey（2019年9月1日、東京ニュース通信社、撮影：佐藤佑一）ISBN 978-4863369405

### 雑誌
- popteen（角川春樹事務所）
- JJ（光文社）
- USEDJELLY（ぶんか社）
- and GIRL（エムオン・エンタテインメント）
- Gina（ぶんか社）
- MAQUIA（集英社）
- Ray（主婦の友社）
- LIFE STYLE DOOR vol.47
- ヤングキング（少年画報社）
- 週刊プレイボーイ（集英社）
- KIMONO Walker 着物Walker
- 防衛省広報誌『MAMOR』（扶桑社）2021年4月号 - 防衛医科大学校にて同校の制服を着て撮影、表紙と巻頭グラビアを飾る。